# Marcello Santacroce

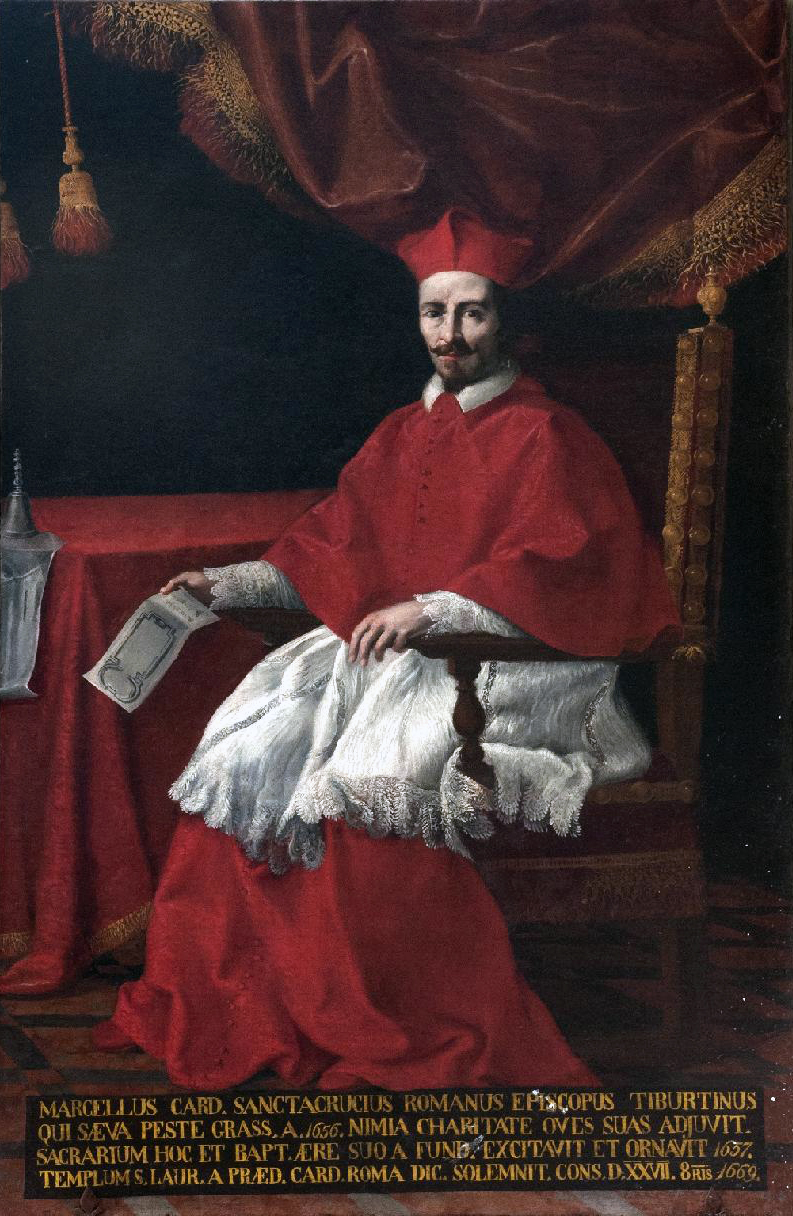
Kardinal Marcello Santacroce (Porträt in Öl nach 1651)

Marcello Santacroce (* 7. Juni 1619 in Rom; † 19. Dezember 1674 ebenda) war ein italienischer Kardinal und Bischof von Tivoli (1652–1674).

## Biographie
Marcello Santacroce wurde am 7. Juni 1619 in Rom als Sohn von Valerio und Elena Maria Santacroce geboren. Er stammt aus einer Familie mit mehreren Kardinälen: Sein Großonkel war Kardinal Prospero Santacroce (1565 erhoben) und sein Onkel war Kardinal Antonio Santacroce (1629 erhoben). Sein Neffe, Andrea Santacroce, wurde 1699 ebenfalls zum Kardinal erhoben. Er studierte Theologie, Griechisch und Latein, bevor er in Rom in Rechtswissenschaften promoviert wurde. Am 14. August 1639 wurde er zum Kanoniker der Vatikanbasilika und später zum Referendar der Tribunale der Apostolischen Signatur, zum Prälaten der Kongregation für die Güterverwaltung, zum Beauftragten für den Frieden unter dem Volk von Rieti, zum Vizelegat von Bologna und zum Generalkommissar der drei Gesandtschaften Bologna, Ravenna und Ferrara ernannt. Danach kehrte er nach Rom zurück, wo er Prälat der Consulta-Kongregation, Generalkommissar der päpstlichen Flotte und Abt von Santa Spirito di Sonnone in Gaeta wurde.
Im Konsistorium vom 19. Februar 1652 wurde er von Papst Innozenz X. zum Kardinal erhoben. Am 12. März 1652 wurde er Kardinalpriester von Santo Stefano al Monte Celio. Seine Ernennung zum Bischof von Tivoli erfolgte am 14. Oktober 1652 während der Amtszeit von Papst Innozenz X. Am 28. Oktober 1652 wurde er von Fabio Chigi, dem Kardinalpriester von Santa Maria del Popolo, zum Bischof geweiht, wobei Giambattista Spada, der Titularpatriarch von Konstantinopel, und Ranuccio Scotti Douglas, der ehemalige Bischof von Borgo San Donnino, als Mitkonsekratoren fungierten. Am 12. Januar 1965 wurde er zum Kämmerer des Heiligen Kardinalskollegiums ernannt, ein Amt, das er bis zum 11. Januar 1666 innehatte. Als Kardinal nahm er am Konklave von 1655 (das Papst Alexander VII. wählte), am Konklave von 1667 (das Papst Clemens IX. wählte) sowie am Konklave 1669 bis 1670 (das Papst Clemens X. wählte) teil. Er wirkte als Bischof von Tivoli bis zu seinem Tod am 19. Dezember 1674 in der Nähe von Rom.